# Zeno Van den Bosch
Zeno Van den Bosch, né le 6 juillet 2003 à Brasschaat en Belgique, est un footballeur belge qui joue au poste de défenseur au Royal Antwerp FC.

## Biographie

### En club
Né à Brasschaat en Belgique, Zeno Van den Bosch commence le football au Mariaburg VK, puis il est formé par le Beerschot et le K Lierse SK avant de rejoindre en 2016 le Royal Antwerp FC, où il poursuit sa formation.
Le 7 septembre 2022, Van den Bosch prolonge son contrat avec le Royal Antwerp jusqu'en juin 2025.
Le 18 janvier 2023, Van den Bosch joue son premier match en professionnel lors d'une rencontre de championnat face au KV Ostende. Il entre en jeu et son équipe s'impose par trois buts à zéro. Il connait sa première titularisation le 26 février 2023, contre le Oud-Heverlee Louvain, en championnat (1-1 score final),.
Le 30 avril 2023, Van den Bosch entre en jeu lors de la finale de la coupe de Belgique face au KV Malines. Il participe au sacre de son équipe qui, s'imposant par deux buts à zéro, remporte le quatrième titre de son histoire dans cette compétition,.
Il est sacré champion de Belgique pour sa participation à la saison 2022-2023.

### En sélections nationales
Zeno Van den Bosch représente l'équipe de Belgique des moins de 17 ans. Il joue un total de quatre matchs avec cette sélection en 2020.
Le 6 octobre 2023, il est sélectionné pour la première fois en équipe espoirs et fait partie de la liste des 23 joueurs appelés pour les rencontres comptant pour les éliminatoires du Championnat d'Europe espoirs 2025 contre Malte et la Hongrie.

## Statistiques

### En club
| Saison                | Club                  | Championnat           | Championnat | Championnat | Championnat | Coupe(s) nationale(s) | Coupe(s) nationale(s) | Coupe(s) nationale(s) | Supercoupe | Supercoupe | Supercoupe | Compétition(s) continentale(s) | Compétition(s) continentale(s) | Compétition(s) continentale(s) | Compétition(s) continentale(s) | Autres compétitions | Autres compétitions | Autres compétitions | Autres compétitions | Total | Total | Total |
| Saison                | Club                  | Division              | M.          | B.          | P.d.        | M.                    | B.                    | P.d.                  | M.         | B.         | P.d.       | Comp.                          | M.                             | B.                             | P.d.                           | Comp.               | M.                  | B.                  | P.d.                | M.    | B.    | P.d.  |
| 2022-2023             | Young Reds            | Nationale 1           | 12          | 0           | 0           | -                     | -                     | -                     | -          | -          | -          | -                              | -                              | -                              | -                              | -                   | -                   | -                   | -                   | 12    | 0     | 0     |
| 2022-2023             | Royal Antwerp FC      | Division 1A           | 4           | 0           | 0           | 2                     | 0                     | 0                     | -          | -          | -          | C4                             | 0                              | 0                              | 0                              | PO1                 | 3                   | 0                   | 0                   | 9     | 0     | 0     |
| 2023-2024             | Royal Antwerp FC      | Division 1A           | 23          | 0           | 1           | 6                     | 2                     | 0                     | 1          | 0          | 0          | C1                             | 5                              | 0                              | 0                              | PO1                 | 10                  | 0                   | 1                   | 45    | 2     | 2     |
| 2024-2025             | Royal Antwerp FC      | Division 1A           | 30          | 1           | 0           | 5                     | 0                     | 0                     | -          | -          | -          | -                              | -                              | -                              | -                              | PO1+BE              | 10+1                | 0+0                 | 0+0                 | 46    | 1     | 0     |
| 2025-2026             | Royal Antwerp FC      | Division 1A           | 4           | 0           | 0           | -                     | -                     | -                     | -          | -          | -          | -                              | -                              | -                              | -                              | -                   | -                   | -                   | -                   | 4     | 0     | 0     |
| Sous-total            | Sous-total            | Sous-total            | 61          | 1           | 1           | 13                    | 2                     | 0                     | 1          | 0          | 0          | -                              | 5                              | 0                              | 0                              | -                   | 24                  | 0                   | 1                   | 104   | 3     | 2     |
| Total sur la carrière | Total sur la carrière | Total sur la carrière | 73          | 1           | 1           | 13                    | 2                     | 0                     | 1          | 0          | 0          | -                              | 5                              | 0                              | 0                              | -                   | 24                  | 0                   | 1                   | 116   | 3     | 2     |

## Palmarès

### En club
|  |  | Royal Antwerp FC - Championnat de Belgique (1) : - Champion : 2023. - Coupe de Belgique (1) : - Vainqueur : 2023. - Finaliste : 2024. - Supercoupe de Belgique (1) : - Vainqueur : 2023. |